# You Can Get It
«You Can Get It» es el segundo sencillo del álbum Mr. Lonely del cantante alemán Mark Medlock y fue lanzado el 29 de junio de 2007. La canción es interpretada a dúo con el también alemán Dieter Bohlen, quien además produjo, compuso y arregló la canción.

## Sencillos
Sencillo en CD Columbia 88697 12584 2, 29 de junio de 2007
1. «You Can Get It» (Single Version) - 3:33
2. «Love Is A Game» - 3:37

Maxisencillo Columbia 88697 12585 2, 29 de junio de 2007
1. You Can Get It (Single Version) - 3:33
2. «You Can Get It» (Modern Mix) - 3:33
3. «You Can Get It» (Karaoke Version) - 3:33
4. «Love Is A Game» - 3:37
5. «Why This Kiss» - 3:45

## Posicionamiento
"You Can Get It" permanececió durante cuatro semanas no consecutivas en el N.º1 del chart alemán en 2007.
| Listas (2007) | Máxima posición |
| ------------- | --------------- |
| Alemania      | 1               |
| Austria       | 3               |
| Finlandia     | 20              |
| Suiza         | 3               |

## Créditos
- Letra y música - Dieter Bohlen
- Arreglos - Dieter Bohlen
- Producción - Dieter Bohlen
- Coproducción - Jeo
- Dirección de arte - Ronald Reinsberg
- Fotografía - Nikolaj Georgiew
- Publicación - Blue Obsession/Warner Chappell
- Mezcla - Jeo@Jeopark